# Melanochromis melanopterus
Melanochromis melanopterus är en fiskart som beskrevs av Trewavas, 1935. Melanochromis melanopterus ingår i släktet Melanochromis och familjen Cichlidae. IUCN kategoriserar arten globalt som sårbar. Inga underarter finns listade i Catalogue of Life.